# Joachim Speck
Joachim Speck (* 4. Oktober 1930; † 17. September 2016) war Fußballspieler in Chemnitz bzw. Karl-Marx-Stadt. Für die BSG Chemie Karl-Marx-Stadt und den SC Motor Karl-Marx-Stadt spielte Speck in der höchsten Spielklasse des DDR-Fußballs, der Oberliga.

## Laufbahn im Fußballsport

### Zweitligafußball
Als zur Saison 1950/51 in der DDR die zweitklassige DDR-Liga ins Leben gerufen wurde, gehörte zu den Mannschaften der ersten Stunde auch die Betriebssportgemeinschaft (BSG) Fewa Chemnitz, die sich noch im Laufe der Saison in BSG Chemie umbenannte. Zum erweiterten Spieleraufgebot zählte auch der 20-jährige Nachwuchsspieler Joachim Speck. Sein Debüt im Punktspielbetrieb der 1. Mannschaft gab er erst spät, am vorletzten Spieltag der Saison. In der Partie BSG Chemie – Concordia Wilhelmsruh (5:1) am 11. März 1951 wurde Speck als halblinker Stürmer eingesetzt und sorgte mit drei Toren für einen nachhaltigen Eindruck. Trotzdem ließ ihn Trainer Karl Haueisen auch in der Zweitliga-Spielzeit 1951/52 erneut bis zum 7. Spieltag warten, ehe er wieder zum Einsatz kam. Dabei profitierte Speck vom Ausfall des Stürmers Heinz Weber, den er bis zum Saisonende ersetzte und so in der über 22 Runden laufenden Saison auf 14 Einsätze kam. Mit seinen acht Punktspieltreffern wies er wieder seine Torgefährlichkeit nach. Der Start in Specks dritte DDR-Ligasaison verlief wie gewohnt, er kam erneut erst zum Zuge, als Haueisen wegen des gleichzeitigen Ausfalls zweier Stammspieler die gesamte Mannschaft umbauen musste. So kam Speck diesmal erst vom 9. Spieltag an in die Mannschaft, spielte dann aber als Rechtsaußenstürmer die restlichen 16 Runden durch. Ungewohnt war seine geringe Torausbeute, er kam nur auf einen Treffer. 
Unter dem neuen Trainer Heinz Hartmann und mit dem Weggang der beiden Stammstürmer Werner Amboß und Heinz Weber verbesserte sich Specks Situation in der Saison 1953/54 von Beginn an. Als halbrechter Stürmer bestritt er alle 26 Punktspiele und fand mit acht Toren seine Treffsicherheit wieder. Er war einer der Garanten für den Aufstieg in die DDR-Oberliga, den die BSG, nach der Stadtumbenennung inzwischen als Chemie Karl-Marx-Stadt antretend, am Saisonende feiern konnte. Bis zu diesem Zeitpunkt hatte Speck 57 DDR-Ligaspiele bestritten, in denen er 20 Tore erzielt hatte.

### DDR-Oberliga
Specks erste Oberligasaison 1954/55 begann wie seine frühen DDR-Ligaspielzeiten. Er kam erst am 8. Spieltag in der Begegnung BSG Chemie – SC Einheit Dresden (4:3) zu seinem Erstliga-Einstand. Am Ende der Saison hatte er es als rechter Angreifer auf 18 Punktspiele gebracht, aber nur drei Tore erzielt. Die folgende Oberligasaison wurde 1956 im Kalenderjahr-Rhythmus ausgetragen, und die bisherige Betriebssportgemeinschaft trat nun als SC Motor Karl-Marx-Stadt an. Erneut hatte Speck einen schwierigen Start, kam wieder erst vom 7. Spieltag an zum Einsatz. Er wurde zwar bei 26 Runden 19-mal aufgeboten, seine Torquote blieb mit zwei Treffern zum wiederholten Mal schwach. Mit der gleichen Torausbeute verabschiedete sich Speck 1957 aus der DDR-Oberliga. Mit Walter Fritzsch gab es wieder einen neuen Trainer, der aber auf Speck von Saisonbeginn an setzte. Auf allen Angriffspositionen eingesetzt kam Speck auf 24 Spiele, am Saisonende stand aber der Abstieg aus der Oberliga. Seine Bilanz nach drei Spielzeiten Oberliga waren 61 Einsätze und sieben Tore.

### Karriere-Ende
Die DDR-Ligasaison 1958 begann Speck als 27-Jähriger und Stammspieler in der Mannschaft. Nachdem er in der Hinrunde 10 von 13 Punktspielen bestritten hatte, kam er bis zum Ende der Saison nicht mehr zum Einsatz. Als der SC Motor nach erneutem Abstieg 1959 in der II. DDR-Liga spielen musste, gehörte Speck nicht mehr zum Aufgebot. Er spielte später für die BSG Motor West Karl-Marx-Stadt, mit der er 1962 in die I. DDR-Liga aufstieg. 